# گمینا ساوین
گمینا ساوین (به لهستانی:  Gmina Sawin) یک گمینا در لهستان است که در شهرستان خوم واقع شده‌است. گمینا ساوین ۱۹۰٫۲ کیلومتر مربع مساحت و ۵٬۶۶۰ نفر جمعیت دارد.